# CARB-lager
Een CARB-lager is een speciaal type rollend lager.
Een cilinderlager (en een naaldlager) is, in beperkte mate, bestand tegen axiale verplaatsingen. Maar een cilinderlager kan geen hoekverdraaiing opvangen. Een tonlager is dan weer wel bestand tegen hoekverdraaiingen, maar kan geen axiale verplaatsingen opvangen.
Het CARB-lager werd ontworpen door Magnus Kellström en werd in 1995 geïntroduceerd door kogellagerfabrikant SKF. Het combineert de voordelen van een ton-, een cilinder-, en een naaldlager. Met dit lager kunnen niet enkel hoekverdraaiingen, maar ook axiale verplaatsingen worden opgevangen. Het is een gepatenteerd lagertype dat ook een hoger radiaal draagvermogen bezit dan lagers van vergelijkbare grootte.